# Pogrom w Kairze i Aleksandrii (1945)
Pogrom w Kairze i Aleksandrii (1945) – pogrom ludności żydowskiej i greckiej w Kairze (stolica Egiptu) i Aleksandrii w dniach 2–3 listopada 1945 roku. Do ataku doszło w kontekście antyżydowskich rozruchów w świecie arabskim w 28. rocznicę Deklaracji Balfoura oraz narastania panarabizmu i islamizmu. Zginęło 6–10 osób, a kilkaset zostało rannych.

## Tło
Społeczność żydowska w Egipcie w latach 40. XX wieku liczyła ok. 75 000 osób i żyła głównie w Kairze i Aleksandrii, dwóch największych miastach Egiptu. Rozwój syjonizmu w sąsiednim Brytyjskim Mandacie Palestyny miał niewielki wpływ na życie i postawy tej społeczności (pomiędzy 1944 a 1948 do organizacji syjonistycznych w Egipcie należało 1500 osób). Jednak arabskie organizacje nacjonalistyczne i islamistyczne oskarżały kolektywnie Żydów o bycie „piątą kolumną syjonizmu” i nawoływały do bojkotu skierowanego przeciwko nim.
W połowie października 1945 Misr el-Fatah (z arab. „Młody Egipt”) i Bractwo Muzułmańskie zaczęły nawoływać do demonstracji i strajku generalnego w związku z nadchodzącą 28. rocznicą Deklaracji Balfoura.

## Przebieg
2 listopada na ulice Kairu i Aleksandrii wyszło kilka tysięcy protestujących. W Kairze, po wiecu przywódcy Bractwa Muzułmańskiego Hassana al-Banny na Placu ‘Abdin, część demonstrantów przedarła się do żydowskiej dzielnicy Harat el-Jehud. Napastnicy plądrowali szkoły, sklepy i domy oraz atakowali przechodniów. W części dzielnicy zwanej Muski zdewastowano i podpalono synagogę aszkenazyjską. Następnego dnia zamieszki rozszerzyły się również na europejskie dzielnice Kairu. W zajściach ok. 300–400 osób zostało rannych, a jeden policjant – zabity.
W antyżydowskich zamieszkach w Aleksandrii splądrowano lub spalono kilkaset sklepów. Zamordowano co najmniej pięć osób (w większości Żydów lub Greków), zaś kilkaset osób zostało rannych. Według, doszło również do gwałtów.
Część muzułmańskich i koptyjskich świadków czynnie przeciwstawiała się przemocy, broniąc atakowanych.

## Następstwa
Pogrom został potępiony przez premiera i króla Egiptu oraz sekretarza Ligi Państw Arabskich oraz większość egipskich gazet. Jednak gazety islamistyczne rozpętały nagonkę na egipskich Żydów, oskarżając ich kolektywnie o poglądy syjonistyczne, komunistyczne, szmugiel broni, handel niewolnikami, określając jako „element wywrotowy we wszystkich państwach” i nawołując do bojkotu żydowskich dóbr.
W następnych latach, na tle konfliktu izraelsko-arabskiego doszło do aktów przemocy przeciw egipskim Żydom. Podczas bombardowań dzielnicy żydowskiej w Kairze w 1948 r. 70 Żydów zginęło i 200 zostało rannych. W wyniku kryzysu sueskiego po roku 1956 egipscy Żydzi podlegali nasilonej dyskryminacji, co ostatecznie doprowadziło do wygnania lub emigracji niemal całej tej społeczności w przeciągu dekady.